# Liste des navires de guerre des mines de l'United States Navy
Voici la liste des navires de guerre des mines de la marine des  États-Unis.

## Auxiliary Minelayers (ACM)
- USS Chimo (ACM-1)
- USS Planter (ACM-2)
- USS Barricade (ACM-3)
- USS Buttress (ACM-4)
- USS Barbican (ACM-5)
- USS Bastion (ACM-6)
- USS Obstructor (ACM-7)
- USS Picket (ACM-8)
- USS Trapper (ACM-9)
- USS Monadnock (ACM-10)
- USS Camanche (ACM-11)
- USS Canonicus (ACM-12)
- USS Miantonomah (ACM-13)
- USS Monadnock (ACM-14)
- USS Nausett (ACM-15)
- USS Puritan (ACM-16)

## Minesweepers (AM)
- USS Lapwing (AM-1)
- USS Owl (AM-2)
- USS Robin (AM-3)
- USS Swallow (AM-4)
- USS Tanager (AM-5)
- USS Cardinal (AM-6)
- USS Oriole (AM-7)
- USS Curlew (AM-8)
- USS Finch (AM-9)
- USS Heron (AM-10)
- USS Condor (AM-11)
- USS Plover (AM-12)
- USS Turkey (AM-13)
- USS Woodcock (AM-14)
- USS Quail (AM-15)
- USS Partridge (AM-16)
- USS Eider (AM-17)
- USS Thrush (AM-18)
- USS Avocet (AM-19)
- USS Bobolink (AM-20)
- USS Lark (AM-21)
- USS Widgeon (AM-22)
- USS Teal (AM-23)
- USS Brant (AM-24)
- USS Kingfisher (AM-25)
- USS Rail (AM-26)
- USS Pelican (AM-27)
- USS Falcon (AM-28)
- USS Osprey (AM-29)
- USS Seagull (AM-30)
- USS Tern (AM-31)
- USS Flamingo (AM-32)
- USS Penguin (AM-33)
- USS Swan (AM-34)
- USS Whippoorwill (AM-35)
- USS Bittern (AM-36)
- USS Sanderling (AM-37)
- USS Auk (AM-38)
- USS Chewink (AM-39)
- USS Cormorant (AM-40)
- USS Gannet (AM-41)
- USS Goshawk (AM-42)
- USS Grebe (AM-43)
- USS Mallard (AM-44)
- USS Ortolan (AM-45)
- USS Peacock (AM-46)
- USS Pigeon (AM-47)
- USS Redwing (AM-48)
- USS Raven (AM-49)
- USS Shrike (AM-50)
- USS Sandpiper (AM-51)
- USS Vireo (AM-52)
- USS Warbler (AM-53)
- USS Willet (AM-54)
- USS Raven (AM-55)
- USS Osprey (AM-56)
- USS Auk (AM-57)
- USS Broadbill (AM-58)
- USS Chickadee (AM-59)
- USS Nuthatch (AM-60)
- USS Pheasant (AM-61)
- USS Sheldrake (AM-62)
- USS Skylark (AM-63)
- USS Starling (AM-64)
- USS Swallow (AM-65)
- USS Bullfinch (AM-66)
- USS Cardinal (AM-67)
- USS Catbird (AM-68)
- USS Curlew (AM-69)
- USS Flicker (AM-70)
- USS Albatross (AM-71)
- USS Bluebird (AM-72)
- USS Grackle (AM-73)
- USS Gull (AM-74)
- USS Kite (AM-75)
- USS Linnet (AM-76)
- USS Goldfinch (AM-77)
- USS Goldcrest (AM-78)
- USS Goshawk (AM-79)
- USS Goldcrest (AM-80)
- USS Chaffinch (AM-81)
- USS Adroit (AM-82)
- USS Advent (AM-83)
- USS Annoy (AM-84)
- USS Conflict (AM-85)
- USS Constant (AM-86)
- USS Daring (AM-87)
- USS Dash (AM-88)
- USS Despite (AM-89)
- USS Direct (AM-90)
- USS Dynamic (AM-91)
- USS Engage (AM-93)
- USS Excel (AM-94)
- USS Exploit (AM-95)
- USS Fidelity (AM-96)
- USS Fierce (AM-97)
- USS Firm (AM-98)
- USS Force (AM-99)
- USS Heed (AM-100)
- USS Herald (AM-101)
- USS Motive (AM-102)
- USS Oracle (AM-103)
- USS Pilot (AM-104)
- USS Pioneer (AM-105)
- USS Portent (AM-106)
- USS Prevail (AM-107)
- USS Pursuit (AM-108)
- USS Requisite (AM-109)
- USS Revenge (AM-110)
- USS Sage (AM-111)
- USS Seer (AM-112)
- USS Sentinel (AM-113)
- USS Staff (AM-114)
- USS Skill (AM-115)
- USS Speed (AM-116)
- USS Strive (AM-117)
- USS Steady (AM-118)
- USS Sustain (AM-119)
- USS Sway (AM-120)
- USS Swerve (AM-121)
- USS Swift (AM-122)
- USS Symbol (AM-123)
- USS Threat (AM-124)
- USS Tide (AM-125)
- USS Token (AM-126)
- USS Tumult (AM-127)
- USS Velocity (AM-128)
- USS Vital (AM-129)
- USS Usage (AM-130)
- USS Zeal (AM-131)
- USS Eagle (AM-132)
- USS Hawk (AM-133)
- USS Ibis (AM-134)
- USS Merganser (AM-135)
- USS Admirable (AM-136)
- USS Adopt (AM-137)
- USS Advocate (AM-138)
- USS Agent (AM-139)
- USS Alarm (AM-140)
- USS Alchemy (AM-141)
- USS Apex (AM-142)
- USS Arcade (AM-143)
- USS Arch (AM-144)
- USS Armada (AM-145)
- USS Aspire (AM-146)
- USS Assail (AM-147)
- USS Astute (AM-148)
- USS Augury (AM-149)
- USS Barrier (AM-150)
- USS Bombard (AM-151)
- USS Bond (AM-152)
- USS Buoyant (AM-153)
- USS Candid (AM-154)
- USS Capable (AM-155)
- USS Captivate (AM-156)
- USS Caravan (AM-157)
- USS Caution (AM-158)
- USS Change (AM-159)
- USS Clamour (AM-160)
- USS Climax (AM-161)
- USS Compel (AM-162)
- USS Concise (AM-163)
- USS Control (AM-164)
- USS Counsel (AM-165)
- AM-166 à AM-213 - annulés en avril 1942
- USS Crag (AM-214)
- USS Cruise (AM-215)
- USS Deft (AM-216)
- USS Delegate (AM-217)
- USS Density (AM-218)
- USS Design (AM-219)
- USS Device (AM-220)
- USS Diploma (AM-221)
- USS Disdain (AM-222)
- USS Dour (AM-223)
- USS Eager (AM-224)
- USS Elusive (AM-225)
- USS Embattle (AM-226)
- USS Embroil (AM-227) - annulé le 6 juin 1944
- USS Enhance (AM-228) - annulé le 6 juin 1944
- USS Equity (AM-229) - annulé le 6 juin 1944
- USS Esteem (AM-230) - annulé le 6 juin 1944
- USS Event (AM-231) - annulé le 6 juin 1944
- USS Execute (AM-232)
- USS Facility (AM-233)
- USS Fancy (AM-234)
- USS Fixity (AM-235)
- USS Flame (AM-236) - annulé le 6 juin 1944
- USS Fortify (AM-237) - annulé le 6 juin 1944
- USS Garland (AM-238)
- USS Gayety (AM-239)
- USS Hazard (AM-240)
- USS Hilarity (AM-241)
- USS Inaugural (AM-242)
- USS Illusive (AM-243) - annulé le 6 juin 1944
- USS Imbue (AM-244) - annulé le 6 juin 1944
- USS Impervious (AM-245) - annulé le 6 juin 1944
- USS Implicit (AM-246)
- USS Improve (AM-247)
- USS Incessant (AM-248)
- USS Incredible (AM-249)
- USS Indicative (AM-250)
- USS Inflict (AM-251)
- USS Instill (AM-252)
- USS Intrigue (AM-253)
- USS Invade (AM-254)
- USS Jubilant (AM-255)
- USS Knave (AM-256)
- USS Lance (AM-257)
- USS Logic (AM-258)
- USS Lucid (AM-259)
- USS Magnet (AM-260)
- USS Mainstay (AM-261)
- USS Marvel (AM-262)
- USS Measure (AM-263)
- USS Method (AM-264)
- USS Mirth (AM-265)
- USS Nimble (AM-266)
- USS Notable (AM-267)
- USS Nucleus (AM-268)
- USS Opponent (AM-269)
- USS Palisade (AM-270)
- USS Penetrate (AM-271)
- USS Peril (AM-272)
- USS Phantom (AM-273)
- USS Pinnacle (AM-274)
- USS Pirate (AM-275)
- USS Pivot (AM-276)
- USS Pledge (AM-277)
- USS Project (AM-278)
- USS Prime (AM-279)
- USS Prowess (AM-280)
- USS Quest (AM-281)
- USS Rampart (AM-282)
- USS Ransom (AM-283)
- USS Rebel (AM-284)
- USS Recruit (AM-285)
- USS Reform (AM-286)
- USS Refresh (AM-287)
- USS Reign (AM-288)
- USS Report (AM-289)
- USS Reproof (AM-290) - annulé le 1er décembre 1944
- USS Risk (AM-291) - annulé le 1er novembre 1945
- USS Rival (AM-292) - annulé le 6 juin 1944
- USS Sagacity (AM-293) - annulé le 6 juin 1944
- USS Salute (AM-294)
- USS Saunter (AM-295)
- USS Scout (AM-296)
- USS Scrimmage (AM-297)
- USS Scuffle (AM-298)
- USS Sentry (AM-299)
- USS Serene (AM-300)
- USS Shelter (AM-301)
- USS Signet (AM-302)
- USS Skirmish (AM-303)
- USS Scurry (AM-304)
- USS Spectacle (AM-305)
- USS Specter (AM-306)
- USS Staunch (AM-307)
- USS Strategy (AM-308)
- USS Strength (AM-309)
- USS Success (AM-310)
- USS Superior (AM-311)
- USS Champion (AM-314)
- USS Chief (AM-315)
- USS Competent (AM-316)
- USS Defense (AM-317)
- USS Devasator (AM-318)
- USS Gladiator (AM-319)
- USS Impeccable (AM-320)
- USS Overseer (AM-321) - construit pour le R.U. (22 décembre 1943)
- USS Spear (AM-322)
- USS Triumph (AM-323)
- USS Vigilance (AM-324)
- HMS Antares (AM-325) - construit pour le R.U.
- HMS Arcturus (AM-326) - construit pour le R.U.
- HMS Aries (AM-327) - construit pour le R.U.
- HMS Clinton (AM-328) - construit pour le R.U.
- HMS Friendship (AM-329) - construit pour le R.U.
- USS Gozo (AM-330) - construit pour le R.U.
- USS Lightfoot (AM-331) - construit pour le R.U.
- HMS Melita (AM-332) - construit pour le R.U.
- HMS Octavia (AM-333) - construit pour le R.U.
- HMS Persian (AM-334) - construit pour le R.U.
- HMS Postillion (AM-335) - construit pour le R.U.
- HMS Skipjack (AM-336) - construit pour le R.U.
- HMS Trisbe (AM-337) - construit pour le R.U.
- HMS True Love (AM-338)  - construit pour le R.U.
- HMS Welfare (AM-339) - construit pour le R.U.
- USS Ardent (AM-340)
- USS Dextrous (AM-341)
- USS Adjutant (AM-351) - annulé le 1er novembre 1945
- USS Bittern (AM-352) - annulé le 1er novembre 1945
- USS Breakhorn (AM-353) - cannulé le 1er novembre 1945
- USS Cariama (AM-354) - annulé le 1er novembre 1945
- USS Chukor (AM-355) - annulé le 1er novembre 1945
- USS Creddock (AM-356)
- USS Dipper (AM-357)
- USS Dotterel (AM-358) - annulé le 1er novembre 1945
- USS Drake (AM-359)
- USS Driver (AM-360) - annulé le 1er novembre 1945
- USS Dunlin (AM-361)
- USS Gadwall (AM-362)
- USS Gavia (AM-363)
- USS Graylag (AM-364)
- USS Harlequin (AM-365)
- USS Harrier (AM-366)
- USS Hummer (AM-367) - annulé le 6 juin 1944
- USS Jackdaw (AM-368) - annulé le 6 juin 1944
- USS Merdick (AM-369) - annulé le 6 juin 1944
- USS Minah (AM-370) - annulé le 6 juin 1944
- USS Minivet (AM-371)
- USS Murrelet (AM-372)
- USS Peregrine (AM-373)
- USS Pigeon (AM-374)
- USS Pochard (AM-375)
- USS Ptarmigan (AM-376)
- USS Quail (AM-377)
- USS Redstart (AM-378)
- USS Roselle (AM-379)
- USS Ruddy (AM-380)
- USS Scoter (AM-381)
- USS Shoveler (AM-382)
- USS Surfbird (AM-383)
- USS Sprig (AM-384)
- USS Tanager (AM-385)
- USS Tercel (AM-386)
- USS Toucan (AM-387)
- USS Towhee (AM-388)
- USS Waxwing (AM-389)
- USS Wheatear (AM-390)
- USS Albatross (AM-391) - annulé le 1er novembre 1945
- USS Bullfinch (AM-392) - annulé le 1er novembre 1945
- USS Cardinal (AM-393) - annulé le 1er novembre 1945
- USS Firecrest (AM-394) - annulé le 1er novembre 1945
- USS Goldfinch (AM-395) - annulé le 1er novembre 1945
- USS Grackle (AM-396) - annulé le 11 aout 1945
- USS Grosbeak (AM-397) - annulé le 11 aout 1945
- USS Grouse (AM-398) - annulé le 11 aout 1945
- USS Gull (AM-399) - annulé le 11 aout 1945
- USS Hawk (AM-400) - annulé le 11 aout 1945
- USS Hummer (AM-401) - annulé le 11 aout 1945
- USS Jackdaw (AM-402) - annulé le 11 aout 1945
- USS Kite (AM-403) - annulé le 11 aout 1945
- USS Longspur (AM-404) - annulé le 11 aout 1945
- USS Merganser (AM-405) - annulé le 11 aout 1945
- USS Osprey (AM-406) - annulé le 11 aout 1945
- USS Partridge (AM-407) - annulé le 11 aout 1945
- USS Plover (AM-408) - annulé le 11 aout 1945
- USS Redhead (AM-409) - annulé le 11 aout 1945
- USS Sanderling (AM-410) - annulé le 11 aout 1945
- USS Scaup (AM-411) - annulé le 11 aout 1945
- USS Sentinel (AM-412) - annulé le 11 aout 1945
- USS Shearwater (AM-413) - annulé le 11 aout 1945
- USS Waxbill (AM-414) - annulé le 11 aout 1945
- USS Bluebird (AM-415) - annulé le 11 aout 1945
- USS Flicker (AM-416) - annulé le 11 aout 1945
- USS Linnet (AM-417) - annulé le 11 aout 1945
- USS Magpie (AM-418) - annulé le 11 aout 1945
- USS Parrakeet (AM-419) - annulé le 11 aout 1945
- USS Pipit (AM-420) - annulé le 11 aout 1945
- USS Agile (AM-421)
- USS Aggressive (AM-422)
- USS Avenge (AM-423)
- USS Bold (AM-424)
- USS Bulwark (AM-425)
- USS Conflict (AM-426)
- USS Constant (AM-427)
- USS Dash (AM-428)
- USS Detector (AM-429)
- USS Direct (AM-430)
- USS Dominant (AM-431)
- USS Dynamic (AM-432)
- USS Engage (AM-433)
- USS Embattle (AM-434)
- USS Endurance (AM-435)
- USS Energy (AM-436)
- USS Enhance (AM-437)
- USS Esteem (AM-438)
- USS Excel (AM-439)
- USS Exploit (AM-440)
- USS Exultant (AM-441)
- USS Fearless (AM-442)
- USS Fidelity (AM-443)
- USS Firm (AM-444)
- USS Force (AM-445)
- USS Fortify (AM-446)
- USS Guide (AM-447)
- USS Illusive (AM-448)
- USS Impervious (AM-449)
- USS AM-450
- USS AM-451
- USS AM-452
- USS AM-453
- USS AM-454
- USS Implicit (AM-455)
- USS Inflict (AM-456)
- USS Loyalty (AM-457)
- USS Lucid (AM-458)
- USS Nimble (AM-459)
- USS Notable (AM-460)
- USS Observer (AM-461)
- USS Pinnacle (AM-462)
- USS Pivot (AM-463)
- USS Pluck (AM-464)
- USS Prestige (AM-465)
- USS Prime (AM-466)
- USS Reaper (AM-467)
- USS Rival (AM-468)
- USS Sagacity (AM-469)
- USS Salute (AM-470)
- USS Skill (AM-471)
- USS Valor (AM-472)
- USS Vigor (AM-473)
- USS Vital (AM-474)
- USS AM-475
- USS AM-476
- USS AM-477
- USS AM-478
- USS AM-479
- USS AM-480
- USS AM-481
- USS AM-482
- USS AM-483
- USS AM-484
- USS AM-485
- USS AM-486
- USS AM-487
- USS Conquest (AM-488)
- USS Gallant (AM-489)
- USS Leader (AM-490)
- USS Persistent (AM-491)
- USS Pledge (AM-492)
- USS Stalwart (AM-493)
- USS Sturdy (AM-494)
- USS Swerve (AM-495)
- USS Venture (AM-496)
- USS AM-498
- USS AM-499
- USS AM-500
- USS AM-501
- USS AM-502
- USS AM-503
- USS AM-504
- USS AM-505
- USS AM-506
- USS AM-507
- USS Acme (AM-508)
- USS Adroit (AM-509)
- USS Advance (AM-510)
- USS Affray (AM-511)
- USS AM-512
- USS AM-513
- USS AM-514
- USS AM-515
- USS AM-516
- USS AM-517
- USS AM-518
- USS Ability (AM-519)
- USS Alacrity (AM-520)
- USS Assurance (AM-521)

## Auxiliary Base Minesweepers (AMb)
- USS Raymonde (AMb-17) (renommé USS Barcelo (IX-199))[(en) « Barcelo (IX-199) », sur www.navsource.org, 22 octobre 2010 (consulté le 31 janvier 2016)]

## Coastal Minesweepers (AMc)
- USS Pipit (AMc-1)
- USS Magpie (AMc-2)
- USS Plover (AMc-3)
- USS Goshawk (AMc-4)
- USS Kestrel (AMc-5)
- USS Heath Hen (AMc-6)
- USS Bunting (AMc-7)
- USS Cockatoo (AMc-8)
- USS Crossbill (AMc-9)
- USS Longspur (AMc-10)
- USS Sanderling (AMc-11)
- USS Grouse (AMc-12)
- USS Hornbill (AMc-13)
- USS Condor (AMc-14)
- USS Waxbill (AMc-15)
- USS Chatterer (AMc-16)
- USS Pintail (AMc-17)
- USS Nightingale (AMc-18)
- USS Grosbeak (AMc-19)
- USS Crow (AMc-20)
- USS Killdeer (AMc-21)
- USS Flamingo (AMc-22)
- USS Blue Jay (AMc-23)
- USS Egret (AMc-24)
- USS Canary (AMc-25)
- USS Humming Bird (AMc-26)
- USS Frigate Bird (AMc-27)
- USS Mockingbird (AMc-28)
- USS Puffin (AMc-29)
- USS Reedbird (AMc-30)
- USS Sparrow (AMc-31)
- USS Courser (AMc-32)
- USS Firecrest (AMc-33)
- USS Parrakeet (AMc-34)
- USS Road Runner (AMc-35)
- USS Accentor (AMc-36)
- USS Bateleur (AMc-37)
- USS Barbet (AMc-38)
- USS Brambling (AMc-39)
- USS Caracara (AMc-40)
- USS Chachalaca (AMc-41)
- USS Chimango (AMc-42)
- USS Cotinga (AMc-43)
- USS Courlan (AMc-44)
- USS Develin (AMc-45)
- USS Fulmar (AMc-46)
- USS Jacamar (AMc-47)
- USS Limpkin (AMc-48)
- USS Lorikeet (AMc-49)
- USS Marabout (AMc-50)
- USS Ostrich (AMc-51)
- USS Roller (AMc-52)
- USS Skimmer (AMc-53)
- USS Tapacola (AMc-54)
- USS Turaco (AMc-55)
- USS Kingbird (AMc-56)
- USS Phoebe (AMc-57)
- USS Rhea (AMc-58)
- USS Ruff (AMc-59)
- USS Chanticleer (AMc-60)
- USS Acme (AMc-61)
- USS Adamant (AMc-62)
- USS Advance (AMc-63)
- USS Aggressor (AMc-64)
- USS Assertive (AMc-65)
- USS Avenge (AMc-66)
- USS Bold (AMc-67)
- USS Bulwark (AMc-68)
- USS Combat (AMc-69)
- USS Conqueror (AMc-70)
- USS Conquest (AMc-71)
- USS Courier (AMc-72)
- USS Defiance (AMc-73)
- USS Demand (AMc-74)
- USS Detector (AMc-75)
- USS Dominant (AMc-76)
- USS Endurance (AMc-77)
- USS Energy (AMc-78)
- USS Exultant (AMc-79)
- USS Fearless (AMc-80)
- USS Fortitude (AMc-81)
- USS Governor (AMc-82)
- USS Guide (AMc-83)
- USS Heroic (AMc-84)
- USS Ideal (AMc-85)
- USS Industry (AMc-86)
- USS Liberator (AMc-87)
- USS Loyalty (AMc-88)
- USS Memorable (AMc-89)
- USS Merit (AMc-90)
- USS Observer (AMc-91)
- USS Paramount (AMc-92)
- USS Peerless (AMc-93)
- USS Pluck (AMc-94)
- USS Positive (AMc-95)
- USS Power (AMc-96)
- USS Prestige (AMc-97)
- USS Progress (AMc-98)
- USS Radiant (AMc-99)
- USS Reliable (AMc-100)
- USS Rocket (AMc-101)
- USS Royal (AMc-102)
- USS Security (AMc-103)
- USS Skipper (AMc-104)
- USS Stalwart (AMc-105)
- USS Summit (AMc-106)
- USS Trident (AMc-107)
- USS Valor (AMc-108)
- USS Victor (AMc-109)
- USS Vigor (AMc-110)
- USS Agile (AMc-111)
- USS Affray (AMc-112)
- USS Admirable (AMc-113)
- USS Adopt (AMc-114)
- USS Advocate (AMc-115)
- USS Agent (AMc-116)
- USS Alarm (AMc-117)
- USS Alchemy (AMc-118)
- USS Apex (AMc-119)
- USS Arcade (AMc-120)
- USS Arch (AMc-121)
- USS Armada (AMc-122)
- USS Aspire (AMc-123)
- USS Assail (AMc-124)
- USS Astute (AMc-125)
- USS Augury (AMc-126)
- USS Barrier (AMc-127)
- USS Bombard (AMc-128)
- USS Bond (AMc-129)
- USS Buoyant (AMc-130)
- USS Candid (AMc-131)
- USS Capable (AMc-132)
- USS Captivate (AMc-133)
- USS Caravan (AMc-134)
- USS Caution (AMc-135)
- USS Change (AMc-136)
- USS Clamour (AMc-137)
- USS Climax (AMc-138)
- USS Compel (AMc-139)
- USS Concise (AMc-140)
- USS Control (AMc-141)
- USS Counsel (AMc-142)
- USS AMc-143
- USS AMc-144
- USS AMc-145
- USS AMc-146
- USS AMc-147
- USS AMc-148
- USS Nightingale (AMc-149)
- USS AMc-150
- USS AMc-151
- USS AMc-152
- USS AMc-153
- USS AMc-154
- USS AMc-155
- USS AMc-156
- USS AMc-157
- USS AMc-158
- USS AMc-159
- USS AMc-160
- USS AMc-161
- USS AMc-162
- USS AMc-163
- USS AMc-164
- USS AMc-165
- USS AMc-166
- USS AMc-167
- USS AMc-168
- USS AMc-169
- USS AMc-170
- USS AMc-171
- USS AMc-172
- USS AMc-173
- USS AMc-174
- USS AMc-175
- USS AMc-176
- USS AMc-177
- USS AMc-178
- USS AMc-179
- USS AMc-180
- USS AMc-181
- USS AMc-182
- USS AMc-183
- USS AMc-184
- USS AMc-185
- USS AMc-186
- USS AMc-187
- USS AMc-188
- USS AMc-189
- USS AMc-190
- USS AMc-191
- USS AMc-192
- USS AMc-193
- USS AMc-194
- USS AMc-195
- USS AMc-196
- USS AMc-197
- USS AMc-198
- USS AMc-199
- USS AMc-200
- USS AMc-201
- USS AMc-202
- USS Medrick (AMc-203)
- USS Minah (AMc-204)

## Coastal Minesweepers (Underwater Locator) (AMCU)
- USS AMCU-1
- USS AMCU-2
- USS AMCU-3
- USS AMCU-4
- USS AMCU-5
- USS AMCU-6
- USS AMCU-7
- USS AMCU-8
- USS AMCU-9
- USS AMCU-10
- USS Blackbird (AMCU-11)
- USS Harkness (AMCU-12)
- USS James M. Gilliss (AMCU-13)
- USS Minah (AMCU-14)
- USS Accentor (AMCU-15)
- USS Avocet (AMCU-16)
- USS Blue Jay (AMCU-17)
- USS Chaffinch (AMCU-18)
- USS Chewink (AMCU-19)
- USS Chimango (AMCU-20)
- USS Cockatoo (AMCU-21)
- USS Cotinga (AMCU-22)
- USS Dunlin (AMCU-23)
- USS Goldcrest (AMCU-24)
- USS Jacamar (AMCU-25)
- USS Kestrel (AMCU-26)
- USS Killdeer (AMCU-27)
- USS Longspur (AMCU-28)
- USS Magpie (AMCU-29)
- USS Mallard (AMCU-30)
- USS Medrick (AMCU-31)
- USS Minivet (AMCU-32)
- USS Oriole (AMCU-33)
- USS Ortolan (AMCU-34)
- USS Owl (AMCU-35)
- USS Partridge (AMCU-36)
- USS Rail (AMCU-37)
- USS Sandpiper (AMCU-38)
- USS Sentinel (AMCU-39)
- USS Shearwater (AMCU-40)
- USS Skimmer (AMCU-41)
- USS Sparrow (AMCU-42)
- USS Bittern (AMCU-43)
- USS Gull (AMCU-46)
- USS Merganser (AMCU-47)
- USS Redhead (AMCU-48)
- USS Sanderling (AMCU-49)
- USS Waxbill (AMCU-50)

## Ocean Minesweepers (AMS)
- USS Albatross (AMS-1)
- USS Bobolink (AMS-2)
- USS Bunting (AMS-3)
- USS Cardinal (AMS-4)
- USS Condor (AMS-5)
- USS Courser (AMS-6)
- USS Crow (AMS-7)
- USS Curlew (AMS-8)
- USS Flicker (AMS-9)
- USS Firecrest (AMS-10)
- USS Flamingo (AMS-11)
- USS Goldfinch (AMS-12)
- USS Grackle (AMS-13)
- USS Grosbeak (AMS-14)
- USS Grouse (AMS-15)
- USS Gull (AMS-16)
- USS Hawk (AMS-17)
- USS Heron (AMS-18)
- USS Hornbill (AMS-19)
- USS Hummer (AMS-20)
- USS Jackdaw (AMS-21)
- USS Kite (AMS-22)
- USS Lark (AMS-23)
- USS Linnet (AMS-24)
- USS Magpie (AMS-25)
- USS Merganser (AMS-26)
- USS Mockingbird (AMS-27)
- USS Osprey (AMS-28)
- USS Ostrich (AMS-29)
- USS Parakeet (AMS-30)
- USS Partridge (AMS-31)
- USS Pelican (AMS-32)
- USS Plover (AMS-33)
- USS Redhead (AMS-34)
- USS Sanderling (AMS-35)
- USS Swallow (AMS-36)
- USS Swan (AMS-37)
- USS Verdin (AMS-38)
- USS Waxbill (AMS-39)
- USS Chatterer (AMS-40)
- USS Barbet (AMS-41)
- USS Brambling (AMS-42)
- USS Brant (AMS-43)
- USS Courlan (AMS-44)
- USS Crossbill (AMS-45)
- USS Egret (AMS-46)
- USS Fulmar (AMS-47)
- USS Lapwing (AMS-48)
- USS Lorikeet (AMS-49)
- USS Nightingale (AMS-50)
- USS Reedbird (AMS-51)
- USS Rhea (AMS-52)
- USS Robin (AMS-53)
- USS Ruff (AMS-54)
- USS Seagull (AMS-55)
- USS Turkey (AMS-56)
- USS Redpoll (AMS-57)
- USS Siskin (AMS-58)
- USS AMS-59
- USS AMS-60
- USS AMS-61
- USS AMS-62
- USS AMS-63
- USS AMS-64
- USS AMS-65
- USS AMS-66
- USS AMS-67
- USS AMS-68
- USS Bittern (AMS-69)
- USS Chukor (AMS-70)
- USS AMS-71
- USS Dotterel (AMS-72)
- USS AMS-73
- USS AMS-74
- USS AMS-75
- USS AMS-76
- USS AMS-77
- USS AMS-78
- USS AMS-79
- USS AMS-80
- USS AMS-81
- USS AMS-82
- USS AMS-83
- USS AMS-84
- USS AMS-85
- USS AMS-86
- USS AMS-87
- USS AMS-88
- USS AMS-89
- USS AMS-90
- USS AMS-91
- USS AMS-92
- USS AMS-93
- USS AMS-94
- USS AMS-95
- USS AMS-96
- USS AMS-97
- USS AMS-98
- USS AMS-99
- USS AMS-100
- USS AMS-101
- USS AMS-102
- USS AMS-103
- USS AMS-104
- USS AMS-105
- USS AMS-106
- USS AMS-107
- USS AMS-108
- USS AMS-109
- USS AMS-110
- USS AMS-111
- USS AMS-112
- USS AMS-113
- USS AMS-114
- USS AMS-115
- USS AMS-116
- USS AMS-117
- USS AMS-118
- USS AMS-119
- USS AMC-120
- USS Bluebird (AMS-121)
- USS Cormorant (AMS-122)
- USS AMS-123
- USS AMS-124
- USS AMS-125
- USS AMS-126
- USS AMS-127
- USS AMS-128
- USS AMS-129
- USS AMS-130
- USS AMS-131
- USS AMS-132
- USS AMS-133
- USS AMS-134
- USS AMS-135
- USS AMS-136
- USS AMS-137
- USS AMS-138
- USS AMS-139
- USS AMS-140
- USS AMS-141
- USS AMS-142
- USS AMS-143
- USS AMS-144
- USS AMS-145
- USS AMS-146
- USS AMS-147
- USS AMS-148
- USS AMS-149
- USS AMS-150
- USS AMS-151
- USS AMS-152
- USS AMS-153
- USS AMS-154
- USS AMS-155
- USS AMS-156
- USS AMS-157
- USS AMS-158
- USS AMS-159
- USS AMS-160
- USS AMS-161
- USS AMS-162
- USS AMS-163
- USS AMS-164
- USS AMS-165
- USS AMS-166
- USS AMS-167
- USS AMS-168
- USS AMS-169
- USS AMS-170
- USS AMS-171
- USS AMS-172
- USS AMS-173
- USS AMS-174
- USS AMS-175
- USS AMS-176
- USS AMS-177
- USS AMS-178
- USS AMS-179
- USS AMS-180
- USS AMS-181
- USS AMS-182
- USS AMS-183
- USS AMS-184
- USS AMS-185
- USS AMS-186
- USS AMS-187
- USS AMS-188
- USS AMS-189
- USS Falcon (AMS-190)
- USS Frigate Bird (AMS-191)
- USS Hummingbird (AMS-192)
- USS Jacana (AMS-193)
- USS Kingbird (AMS-194)
- USS Limpkin (AMS-195)
- USS Meadowlark (AMS-196)
- USS Parrot (AMS-197)
- USS Peacock (AMS-198)
- USS Phoebe (AMS-199)
- USS Redwing (AMS-200)
- USS Shrike (AMS-201)
- USS Spoonbill (AMS-202)
- USS Thrasher (AMS-203)
- USS Thrush (AMS-204)
- USS Vireo (AMS-205)
- USS Warbler (AMS-206)
- USS Whippoorwill (AMS-207)
- USS Widgeon (AMS-208)
- USS Woodpecker (AMS-209)
- USS Albatross (AMS-289)
- USS Gannet (AMS-290)

## British Minesweepers (BAM)
- USS Gazelle (BAM-17)
- USS Gorgon (BAM-18)
- USS Grecian (BAM-19)
- USS Jasper (BAM-29)

## Minelayers (CM)
- USS Quinnebaug (ID-1687)[1]
- USS Canandaigua (ID-1694)[1]
- USS Roanoke (ID-1695)[1]
- USS Canonicus (ID-1696)[1]
- USS Housatonic (ID-1697)[1]
- USS Saranac (ID-1702)[1]
- USS Baltimore (CM-1)[1]
- USS Tahoe (CM-2)[1]
- USS Aroostook (CM-3)[1]
- USS Shawmut (CM-4)[1]
- USS Terror (CM-5)[2]
- USS Catskill (CM-6)[2]
- USS Ozark (CM-7)[2]
- USS Keokuk (CM-8)[2]
- USS Monadnock (CM-9)[2]
- USS Miantonomah (CM-10)[2]
- USS Salem (CM-11)[2]
- USS Weehawken (CM-12)[2]

## Coastal Minelayers (CMc)
- USS Siren (CMc-1)
- USS Niagara (CMc-2)
- USS Wassuc (CMc-3)
- USS Monadnock (CMc-4)
- USS Miantonomah (CMc-5)

## Light Minelayers (DM)
- USS Stribling (DM-1)
- USS Murray (DM-2)
- USS Israel (DM-3)
- USS Luce (DM-4)
- USS Maury (DM-5)
- USS Lansdale (DM-6)
- USS Mahan (DM-7)
- USS Hart (DM-8)
- USS Ingraham (DM-9)
- USS Ludlow (DM-10)
- USS Burns (DM-11)
- USS Anthony (DM-12)
- USS Sproston (DM-13)
- USS Rizal (DM-14)
- USS Gamble (DM-15)[3]
- USS Ramsay (DM-16)[3]
- USS Montgomery (DM-17)[3]
- USS Breese (DM-18)[3]
- USS Tracy (DM-19)[3]
- USS Preble (DM-20)[3]
- USS Sicard (DM-21)[3]
- USS Pruitt (DM-22)[3]
- USS Robert H. Smith (DM-23)[3]
- USS Thomas E. Fraser (DM-24)[3]
- USS Shannon (DM-25)[3]
- USS Harry F. Bauer (DM-26)[3]
- USS Adams (DM-27)[3]
- USS Tolman (DM-28)[3]
- USS Henry A. Wiley (DM-29)[3]
- USS Shea (DM-30)[3]
- USS J. William Ditter (DM-31)[3]
- USS Lindsey (DM-32)[3]
- USS Gwin (DM-33)[3]
- USS Aaron Ward (DM-34)[3]

## High Speed/Destroyer Minesweepers (DMS)

### Wickes class
- USS Dorsey (DMS-1)
- USS Lamberton (DMS-2)
- USS Boggs (DMS-3)
- USS Elliot (DMS-4)
- USS Palmer (DMS-5)
- USS Hogan (DMS-6)
- USS Howard (DMS-7)
- USS Stansbury (DMS-8)
- USS Hamilton (DMS-18)

### Clemson class
- USS Chandler (DMS-9)
- USS Southard (DMS-10)
- USS Hovey (DMS-11)
- USS Long (DMS-12)
- USS Hopkins (DMS-13)
- USS Zane (DMS-14)
- USS Wasmuth (DMS-15)
- USS Trever (DMS-16)
- USS Perry (DMS-17)

### Gleaves class
- USS Ellyson (DMS-19)
- USS Hambleton (DMS-20)
- USS Rodman (DMS-21)
- USS Emmons (DMS-22)
- USS Macomb (DMS-23)
- USS Forrest (DMS-24)
- USS Fitch (DMS-25)
- USS Hobson (DMS-26)
- USS Jeffers (DMS-27)
- USS Harding (DMS-28)
- USS Butler (DMS-29)
- USS Gherardi (DMS-30)
- USS Mervine (DMS-31)
- USS Quick (DMS-32)
- USS Carmick (DMS-33)
- USS Doyle (DMS-34)
- USS Endicott (DMS-35)
- USS McCook (DMS-36)
- USS Davison (DMS-37)
- USS Thompson (DMS-38)
- USS Cowie (DMS-39)
- USS Knight (DMS-40)
- USS Doran (DMS-41)
- USS Earle (DMS-42)
- USS Hale (DMS-43) - not converted to DMS

## Mine Countermeasures Ships (MCM)
- USS Avenger (MCM-1)
- USS Defender (MCM-2)
- USS Sentry (MCM-3)
- USS Champion (MCM-4)
- USS Guardian (MCM-5)
- USS Devastator (MCM-6)
- USS Patriot (MCM-7)
- USS Scout (MCM-8)
- USS Pioneer (MCM-9)
- USS Warrior (MCM-10)
- USS Gladiator (MCM-11)
- USS Ardent (MCM-12)
- USS Dextrous (MCM-13)
- USS Chief (MCM-14)

## Mine Countermeasures Support Ships (MCS)
- USS Catskill (MCS-1)
- USS Ozark (MCS-2)
- USS Osage (MCS-3)
- USS Saugus (MCS-4)
- USS Monitor (MCS-5)
- USS Orleans Parish (MCS-6)
- USS Epping Forest (MCS-7)
- USS Inchon (MCS-12)

## Coastal Minehunters (MHC)
- USS Blackbird (MHC-11)
- USS Harkness (MHC-12)
- USS James M. Gilliss (MHC-13)
- USS Minah (MHC-14)
- USS Avocet (MHC-16)
- USS Goldcrest (MHC-24)
- USS Kestrel (MHC-26)
- USS Longspur (MHC-28)
- USS Magpie (MHC-29)
- USS Mallard (MHC-30)
- USS Minivet (MHC-32)
- USS Oriole (MHC-33)
- USS Ortolan (MHC-34)
- USS Owl (MHC-35)
- USS Partridge (MHC-36)
- USS Rail (MHC-37)
- USS Sandpiper (MHC-38)
- USS Sentinel (MHC-39)
- USS Skimmer (MHC-41)
- USS Sparrow (MHC-42)
- USS Bittern (MHC-43)
- USS Bobolink (MHC-44)
- USS Bunting (MHC-45)
- USS Gull (MHC-46)
- USS Merganser (MHC-47)
- USS Redhead (MHC-48)
- USS Sanderling (MHC-49)
- USS Waxbill (MHC-50)
- USS Osprey (MHC-51)
- USS Heron (MHC-52)
- USS Pelican (MHC-53)
- USS Robin (MHC-54)
- USS Oriole (MHC-55)
- USS Kingfisher (MHC-56)
- USS Cormorant (MHC-57)
- USS Black Hawk (MHC-58)
- USS Falcon (MHC-59)
- USS Cardinal (MHC-60)
- USS Raven (MHC-61)
- USS Shrike (MHC-62)

## Coastal Minelayers (MMC)
- USS Strive (MMC-1)
- USS Sustain (MMC-2)
- USS Triumph (MMC-3)
- USS MMC-4
- USS Seer (MMC-5)
- USS MMC-6
- USS MMC-7
- USS MMC-8
- USS MMC-9
- USS MMC-10
- USS MMC-11
- USS MMC-12
- USS MMC-13
- USS MMC-14
- USS MMC-15
- USS MMC-16

## Fast Minesweepers (MMD)
- USS Robert H. Smith (MMD-23)
- USS Thomas E. Fraser (MMD-24)
- USS Shannon (MMD-25)
- USS Harry F. Bauer (MMD-26)
- USS Adams (MMD-27)
- USS Tolman (MMD-28)
- USS Henry A. Wiley (MMD-29)
- USS Shea (MMD-30)
- USS J. William Ditter (MMD-31)
- USS Lindsey (MMD-32)
- USS Gwin (MMD-33)

## Fleet Minelayers (MMF)
- USS Terror (MMF-5)

## Minesweepers, Coastal (MSC)
- USS MSC-60
- USS MSC-61
- USS MSC-62
- USS MSC-63
- USS MSC-64
- USS MSC-65
- USS MSC-66
- USS MSC-67
- USS MSC-68
- USS Bittern (MSC-69)
- USS Chukor (MSC-70)
- USS MSC-71
- USS Dotterel (MSC-72)
- USS MSC-73
- USS MSC-74
- USS MSC-75
- USS MSC-76
- USS MSC-77
- USS MSC-78
- USS MSC-79
- USS MSC-80
- USS MSC-81
- USS MSC-82
- USS MSC-83
- USS MSC-84
- USS MSC-85
- USS MSC-86
- USS MSC-87
- USS MSC-88
- USS MSC-89
- USS MSC-90
- USS MSC-91
- USS MSC-92
- USS MSC-93
- USS MSC-94
- USS MSC-95
- USS MSC-96
- USS MSC-97
- USS MSC-98
- USS MSC-99
- USS MSC-100
- USS MSC-101
- USS MSC-102
- USS MSC-103
- USS MSC-104
- USS MSC-105
- USS MSC-106
- USS MSC-107
- USS MSC-108
- USS MSC-109
- USS MSC-110
- USS MSC-111
- USS MSC-112
- USS MSC-113
- USS MSC-114
- USS MSC-115
- USS MSC-116
- USS MSC-117
- USS MSC-118
- USS MSC-119
- USS MSC-120
- USS Bluebird (MSC-121)
- USS Cormorant (MSC-122)
- USS MSC-123
- USS MSC-124
- USS MSC-125
- USS MSC-126
- USS MSC-127
- USS MSC-128
- USS MSC-129
- USS MSC-130
- USS MSC-131
- USS MSC-132
- USS MSC-133
- USS MSC-134
- USS MSC-135
- USS MSC-136
- USS MSC-137
- USS MSC-138
- USS MSC-139
- USS MSC-140
- USS MSC-141
- USS MSC-142
- USS MSC-143
- USS MSC-144
- USS MSC-145
- USS MSC-146
- USS MSC-147
- USS MSC-148
- USS MSC-149
- USS MSC-150
- USS MSC-151
- USS MSC-152
- USS MSC-153
- USS MSC-154
- USS MSC-155
- USS MSC-156
- USS MSC-157
- USS MSC-158
- USS MSC-159
- USS MSC-160
- USS MSC-161
- USS MSC-162
- USS MSC-163
- USS MSC-164
- USS MSC-165
- USS MSC-166
- USS MSC-167
- USS MSC-168
- USS MSC-169
- USS MSC-170
- USS MSC-171
- USS MSC-172
- USS MSC-173
- USS MSC-174
- USS MSC-175
- USS MSC-176
- USS MSC-177
- USS MSC-178
- USS MSC-179
- USS MSC-180
- USS MSC-181
- USS MSC-182
- USS MSC-183
- USS MSC-184
- USS MSC-185
- USS MSC-186
- USS MSC-187
- USS MSC-188
- USS MSC-189
- USS Falcon (MSC-190)
- USS Frigate Bird (MSC-191)
- USS Hummingbird (MSC-192)
- USS Jacana (MSC-193)
- USS Kingbird (MSC-194)
- USS Limpkin (MSC-195)
- USS Meadowlark (MSC-196)
- USS Parrot (MSC-197)
- USS Peacock (MSC-198)
- USS Phoebe (MSC-199)
- USS Redwing (MSC-200)
- USS Shrike (MSC-201)
- USS Spoonbill (MSC-202)
- USS Thrasher (MSC-203)
- USS Thrush (MSC-204)
- USS Vireo (MSC-205)
- USS Warbler (MSC-206)
- USS Whippoorwill (MSC-207)
- USS Widgeon (MSC-208)
- USS Woodpecker (MSC-209)
- USS MSC-210
- USS MSC-211
- USS MSC-212
- USS MSC-213
- USS MSC-214
- USS MSC-215
- USS MSC-216
- USS MSC-217
- USS MSC-218
- USS MSC-219
- USS MSC-220
- USS MSC-221
- USS MSC-222
- USS MSC-223
- USS MSC-224
- USS MSC-225
- USS MSC-226
- USS MSC-227
- USS MSC-228
- USS MSC-229
- USS MSC-230
- USS MSC-231
- USS MSC-232
- USS MSC-233
- USS MSC-234
- USS MSC-235
- USS MSC-236
- USS MSC-237
- USS MSC-238
- USS MSC-239
- USS MSC-240
- USS MSC-241
- USS MSC-242
- USS MSC-243
- USS MSC-244
- USS MSC-245
- USS MSC-246
- USS MSC-247
- USS MSC-248
- USS MSC-249
- USS MSC-250
- USS MSC-251
- USS MSC-252
- USS MSC-253
- USS MSC-254
- USS MSC-255
- USS MSC-256
- USS MSC-257
- USS MSC-258
- USS MSC-259
- USS MSC-260
- USS MSC-261
- USS MSC-262
- USS MSC-263
- USS MSC-264
- USS MSC-265
- USS MSC-266
- USS MSC-267
- USS MSC-268
- USS MSC-269
- USS MSC-270
- USS MSC-271
- USS MSC-272
- USS MSC-273
- USS MSC-274
- USS MSC-275
- USS MSC-276
- USS MSC-277
- USS MSC-278
- USS MSC-279
- USS MSC-280
- USS MSC-281
- USS MSC-282
- USS MSC-283
- USS MSC-284
- USS MSC-285
- USS MSC-286
- USS MSC-287
- USS MSC-288
- USS Albatross (MSC-289)
- USS Gannet (MSC-290)
- USS MSC-291
- USS MSC-292
- USS MSC-293
- USS MSC-294
- USS MSC-295
- USS MSC-296
- USS MSC-297
- USS MSC-298
- USS MSC-299
- USS MSC-300
- USS MSC-301
- USS MSC-302
- USS MSC-303
- USS MSC-304
- USS MSC-305
- USS MSC-306
- USS MSC-307
- USS MSC-308
- USS MSC-309
- USS MSC-310
- USS MSC-311
- USS MSC-312
- USS MSC-313
- USS MSC-314
- USS MSC-315
- USS MSC-316
- USS MSC-317
- USS MSC-318
- USS MSC-319
- USS MSC-320
- USS MSC-321
- USS MSC-322
- USS MSC-323
- USS MSC-324
- USS MSC-325

## Minesweepers, Coastal (Old) (MSC(O))
- USS Albatross (MSC(O)-1)
- USS Cardinal (MSC(O)-4)
- USS Condor (MSC(O)-5)
- USS Courser (MSC(O)-6)
- USS Crow (MSC(O)-7)
- USS Curlew (MSC(O)-8)
- USS Flicker (MSC(O)-9)
- USS Firecrest (MSC(O)-10)
- USS Flamingo (MSC(O)-11)
- USS Goldfinch (MSC(O)-12)
- USS Grackle (MSC(O)-13)
- USS Grosbeak (MSC(O)-14)
- USS Grouse (MSC(O)-15)
- USS Hawk (MSC(O)-17)
- USS Heron (MSC(O)-18)
- USS Hornbill (MSC(O)-19)
- USS Hummer (MSC(O)-20)
- USS Jackdaw (MSC(O)-21)
- USS Kite (MSC(O)-22)
- USS Lark (MSC(O)-23)
- USS Linnet (MSC(O)-24)
- USS Mockingbird (MSC(O)-27)
- USS Osprey (MSC(O)-28)
- USS Ostrich (MSC(O)-29)
- USS Pelican (MSC(O)-32)
- USS Plover (MSC(O)-33)
- USS Swallow (MSC(O)-36)
- USS Swan (MSC(O)-37)
- USS Verdin (MSC(O)-38)
- USS Chatterer (MSC(O)-40)
- USS Barbet (MSC(O)-41)
- USS Brambling (MSC(O)-42)
- USS Brant (MSC(O)-43)
- USS Courlan (MSC(O)-44)
- USS Crossbill (MSC(O)-45)
- USS Egret (MSC(O)-46)
- USS Lapwing (MSC(O)-48)
- USS Lorikeet (MSC(O)-49)
- USS Nightingale (MSC(O)-50)
- USS Reedbird (MSC(O)-51)
- USS Rhea (MSC(O)-52)
- USS Robin (MSC(O)-53)
- USS Ruff (MSC(O)-54)
- USS Seagull (MSC(O)-55)
- USS Turkey (MSC(O)-56)
- USS Redpoll (MSC(O)-57)
- USS Siskin (MSC(O)-58)

## Minesweepers, Steel Hulled (MSF)
- USS Raven (MSF-55)
- USS Auk (MSF-57)
- USS Broadbill (MSF-58)
- USS Chickadee (MSF-59)
- USS Nuthatch (MSF-60)
- USS Pheasant (MSF-61)
- USS Starling (MSF-64)
- USS Heed (MSF-100)
- USS Herald (MSF-101)
- USS Motive (MSF-102)
- USS Oracle (MSF-103)
- USS Pilot (MSF-104)
- USS Pioneer (MSF-105)
- USS Revenge (MSF-110)
- USS Sage (MSF-111)
- USS Seer (MSF-112)
- USS Staff (MSF-114)
- USS Speed (MSF-116)
- USS Strive (MSF-117)
- USS Steady (MSF-118)
- USS Sustain (MSF-119)
- USS Sway (MSF-120)
- USS Token (MSF-126)
- USS Tumult (MSF-127)
- USS Velocity (MSF-128)
- USS Zeal (MSF-131)
- USS Admirable (MSF-136)
- USS Adopt (MSF-137)
- USS Advocate (MSF-138)
- USS Agent (MSF-139)
- USS Alarm (MSF-140)
- USS Alchemy (MSF-141)
- USS Apex (MSF-142)
- USS Arcade (MSF-143)
- USS Arch (MSF-144)
- USS Armada (MSF-145)
- USS Aspire (MSF-146)
- USS Assail (MSF-147)
- USS Astute (MSF-148)
- USS Augury (MSF-149)
- USS Barrier (MSF-150)
- USS Bombard (MSF-151)
- USS Bond (MSF-152)
- USS Candid (MSF-154)
- USS Capable (MSF-155)
- USS Captivate (MSF-156)
- USS Caravan (MSF-157)
- USS Caution (MSF-158)
- USS Change (MSF-159)
- USS Clamour (MSF-160)
- USS Climax (MSF-161)
- USS Compel (MSF-162)
- USS Concise (MSF-163)
- USS Control (MSF-164)
- USS Counsel (MSF-165)
- USS Crag (MSF-214)
- USS Cruise (MSF-215)
- USS Deft (MSF-216)
- USS Density (MSF-218)
- USS Design (MSF-219)
- USS Device (MSF-220)
- USS Diploma (MSF-221)
- USS Disdain (MSF-222)
- USS Dour (MSF-223)
- USS Eager (MSF-224)
- USS Execute (MSF-232)
- USS Facility (MSF-233)
- USS Fancy (MSF-234)
- USS Garland (MSF-238)
- USS Gayety (MSF-239)
- USS Hazard (MSF-240)
- USS Hilarity (MSF-241)
- USS Inaugural (MSF-242)
- USS Incredible (MSF-249)
- USS Instill (MSF-252)
- USS Intrigue (MSF-253)
- USS Invade (MSF-254)
- USS Jubilant (MSF-255)
- USS Knave (MSF-256)
- USS Mainstay (MSF-261)
- USS Marvel (MSF-262)
- USS Method (MSF-264)
- USS Mirth (MSF-265)
- USS Nucleus (MSF-268)
- USS Opponent (MSF-269)
- USS Penetrate (MSF-271)
- USS Prowess (MSF-280)
- USS Rampart (MSF-282)
- USS Ransom (MSF-283)
- USS Rebel (MSF-284)
- USS Recruit (MSF-285)
- USS Reign (MSF-288)
- USS Report (MSF-289)
- USS Salute (MSF-294)
- USS Scrimmage (MSF-297)
- USS Scuffle (MSF-298)
- USS Sentry (MSF-299)
- USS Serene (MSF-300)
- USS Shelter (MSF-301)
- USS Signet (MSF-302)
- USS Skirmish (MSF-303)
- USS Scurry (MSF-304)
- USS Specter (MSF-306)
- USS Staunch (MSF-307)
- USS Strategy (MSF-308)
- USS Strength (MSF-309)
- USS Success (MSF-310)
- USS Superior (MSF-311)
- USS Champion (MSF-314)
- USS Chief (MSF-315)
- USS Competent (MSF-316)
- USS Defense (MSF-317)
- USS Devastator (MSF-318)
- USS Gladiator (MSF-319)
- USS Impeccable (MSF-320)
- USS Overseer (MSF-321)
- USS Spear (MSF-322)
- USS Triumph (MSF-323)
- USS Vigilance (MSF-324)
- USS Ardent (MSF-340)
- USS Dextrous (MSF-341)
- USS Dipper (MSF-357)
- USS Dotterel (MSF-358)
- USS Driver (MSF-360)
- USS Gadwall (MSF-362)
- USS Graylag (MSF-364)
- USS Harlequin (MSF-365)
- USS Murrelet (MSF-372)
- USS Peregrine (MSF-373)
- USS Pigeon (MSF-374)
- USS Pochard (MSF-375)
- USS Ptarmigan (MSF-376)
- USS Quail (MSF-377)
- USS Redstart (MSF-378)
- USS Roselle (MSF-379)
- USS Ruddy (MSF-380)
- USS Scoter (MSF-381)
- USS Shoveler (MSF-382)
- USS Surfbird (MSF-383)
- USS Sprig (MSF-384)
- USS Tanager (MSF-385)
- USS Tercel (MSF-386)
- USS Toucan (MSF-387)
- USS Towhee (MSF-388)
- USS Waxwing (MSF-389)
- USS Wheatear (MSF-390)

## Inshore Minesweepers (MSI)
- USS Cove (MSI-1)
- USS Cape (MSI-2)
- USS MSI-3
- USS MSI-4
- USS MSI-5
- USS MSI-6
- USS MSI-7
- USS MSI-8
- USS MSI-9
- USS MSI-10
- USS MSI-11
- USS MSI-12
- USS MSI-13
- USS MSI-14
- USS MSI-15
- USS MSI-16
- USS MSI-17
- USS MSI-18
- USS MSI-19
- USS MSI-20
- USS MSI-21
- USS MSI-22
- USS MSI-23
- USS MSI-24
- USS MSI-25
- USS MSI-26
- USS MSI-27
- USS MSI-28
- USS MSI-29
- USS MSI-30
- USS MSI-31
- USS MSI-32
- USS MSI-33
- USS MSI-34
- USS MSI-35
- USS MSI-36
- USS MSI-37
- USS MSI-38
- USS MSI-39
- USS MSI-40
- USS MSI-41
- USS MSI-42
- USS MSI-43
- USS MSI-44
- USS MSI-45
- USS MSI-46
- USS MSI-47
- USS MSI-48
- USS MSI-49
- USS MSI-50
- USS MSI-51
- USS MSI-52
- USS MSI-53
- USS MSI-54
- USS MSI-55
- USS MSI-56
- USS MSI-57
- USS MSI-58
- USS MSI-59
- USS MSI-60
- USS MSI-61
- USS MSI-62
- USS MSI-63
- USS MSI-64
- USS MSI-65
- USS MSI-66
- USS MSI-67
- USS MSI-68
- USS MSI-69
- USS MSI-70
- USS MSI-71
- USS MSI-72
- USS MSI-73
- USS MSI-74
- USS MSI-75
- USS MSI-76
- USS MSI-77
- USS MSI-78
- USS MSI-79
- USS MSI-80
- USS MSI-81
- USS MSI-82
- USS MSI-83
- USS MSI-84
- USS MSI-85
- USS MSI-86
- USS MSI-87
- USS MSI-88
- USS MSI-89
- USS MSI-90
- USS MSI-91
- USS MSI-92
- USS MSI-93
- USS MSI-94
- USS MSI-95
- USS MSI-96
- USS MSI-97
- USS MSI-98
- USS MSI-99
- USS MSI-100
- USS MSI-101

## Minesweepers, Ocean (MSO)
- USS Agile (MSO-421)
- USS Aggressive (MSO-422)
- USS Avenge (MSO-423)
- USS Bold (MSO-424)
- USS Bulwark (MSO-425)
- USS Conflict (MSO-426)
- USS Constant (MSO-427)
- USS Dash (MSO-428)
- USS Detector (MSO-429)
- USS Direct (MSO-430)
- USS Dominant (MSO-431)
- USS Dynamic (MSO-432)
- USS Engage (MSO-433)
- USS Embattle (MSO-434)
- USS Endurance (MSO-435)
- USS Energy (MSO-436)
- USS Enhance (MSO-437)
- USS Esteem (MSO-438)
- USS Excel (MSO-439)
- USS Exploit (MSO-440)
- USS Exultant (MSO-441)
- USS Fearless (MSO-442)
- USS Fidelity (MSO-443)
- USS Firm (MSO-444)
- USS Force (MSO-445)
- USS Fortify (MSO-446)
- USS Guide (MSO-447)
- USS Illusive (MSO-448)
- USS Impervious (MSO-449)
- USS MSO-450
- USS MSO-451
- USS MSO-452
- USS MSO-453
- USS MSO-454
- USS Implicit (MSO-455)
- USS Inflict (MSO-456)
- USS Loyalty (MSO-457)
- USS Lucid (MSO-458)
- USS Nimble (MSO-459)
- USS Notable (MSO-460)
- USS Observer (MSO-461)
- USS Pinnacle (MSO-462)
- USS Pivot (MSO-463)
- USS Pluck (MSO-464)
- USS Prestige (MSO-465)
- USS Prime (MSO-466)
- USS Reaper (MSO-467)
- USS Rival (MSO-468)
- USS Sagacity (MSO-469)
- USS Salute (MSO-470)
- USS Skill (MSO-471)
- USS Valor (MSO-472)
- USS Vigor (MSO-473)
- USS Vital (MSO-474)
- USS MSO-475
- USS MSO-476
- USS MSO-477
- USS MSO-478
- USS MSO-479
- USS MSO-480
- USS MSO-481
- USS MSO-482
- USS MSO-483
- USS MSO-484
- USS MSO-485
- USS MSO-486
- USS MSO-487
- USS Conquest (MSO-488)
- USS Gallant (MSO-489)
- USS Leader (MSO-490)
- USS Persistent (MSO-491)
- USS Pledge (MSO-492)
- USS Stalwart (MSO-493)
- USS Sturdy (MSO-494)
- USS Swerve (MSO-495)
- USS Venture (MSO-496)
- USS MSO-498
- USS MSO-499
- USS MSO-500
- USS MSO-501
- USS MSO-502
- USS MSO-503
- USS MSO-504
- USS MSO-505
- USS MSO-506
- USS MSO-507
- USS Acme (MSO-508)
- USS Adroit (MSO-509)
- USS Advance (MSO-510)
- USS Affray (MSO-511)
- USS MSO-512
- USS MSO-513
- USS MSO-514
- USS MSO-515
- USS MSO-516
- USS MSO-517
- USS MSO-518
- USS Ability (MSO-519)
- USS Alacrity (MSO-520)
- USS Assurance (MSO-521)
- USS MSO-522
- USS MSO-523
- USS MSO-524
- USS MSO-525
- USS MSO-526
- USS MSO-527
- USS MSO-528

## Minesweepers (Special Device) (MSS)
- USS Harry L. Glucksman (MSS-1)
- USS Washtenaw County (MSS-2)

## Yard Minesweepers (YMS)
- USS YMS-1
- USS YMS-2
- USS YMS-3
- USS YMS-4
- USS YMS-5
- USS YMS-6
- USS YMS-7
- USS YMS-8
- USS YMS-9
- USS YMS-10
- USS YMS-11
- USS YMS-12
- USS YMS-13
- USS YMS-14
- USS YMS-15
- USS YMS-16
- USS YMS-17
- USS YMS-18
- USS YMS-19
- USS YMS-20
- USS YMS-21
- USS YMS-22
- USS YMS-23
- USS YMS-24
- USS YMS-25
- USS YMS-26
- USS YMS-27
- USS YMS-28
- USS YMS-29
- USS YMS-30
- USS YMS-31
- USS YMS-32
- USS YMS-33
- USS YMS-34
- USS YMS-35
- USS YMS-36
- USS YMS-37
- USS YMS-38
- USS YMS-39
- USS YMS-40
- USS YMS-41
- USS YMS-42
- USS YMS-43
- USS YMS-44
- USS YMS-45
- USS YMS-46
- USS YMS-47
- USS YMS-48
- USS YMS-49
- USS YMS-50
- USS YMS-51
- USS YMS-52
- USS YMS-53
- USS YMS-54
- USS YMS-55
- USS YMS-56
- USS YMS-57
- USS YMS-58
- USS YMS-59
- USS YMS-60
- USS YMS-61
- USS YMS-62
- USS YMS-63
- USS YMS-64
- USS YMS-65
- USS YMS-66
- USS YMS-67
- USS YMS-68
- USS YMS-69
- USS YMS-70
- USS YMS-71
- USS YMS-72
- USS YMS-73
- USS YMS-74
- USS YMS-75
- USS YMS-76
- USS YMS-77
- USS YMS-78
- USS YMS-79
- USS YMS-80
- USS YMS-81
- USS YMS-82
- USS YMS-83
- USS YMS-84
- USS YMS-85
- USS YMS-86
- USS YMS-87
- USS YMS-88
- USS YMS-89
- USS YMS-90
- USS YMS-91
- USS YMS-91
- USS YMS-93
- USS YMS-94
- USS YMS-95
- USS YMS-96
- USS YMS-97
- USS YMS-98
- USS YMS-99
- USS YMS-100
- USS YMS-101
- USS YMS-102
- USS YMS-103
- USS YMS-104
- USS YMS-105
- USS YMS-106
- USS YMS-107
- USS YMS-108
- USS YMS-109
- USS YMS-110
- USS YMS-111
- USS YMS-112
- USS YMS-113
- USS YMS-114
- USS YMS-115
- USS YMS-116
- USS YMS-117
- USS YMS-118
- USS YMS-119
- USS YMS-120
- USS YMS-121
- USS YMS-122
- USS YMS-123
- USS YMS-124
- USS YMS-125
- USS YMS-126
- USS YMS-127
- USS YMS-128
- USS YMS-129
- USS YMS-130
- USS YMS-131
- USS YMS-132
- USS YMS-133
- USS YMS-134
- USS YMS-135
- USS YMS-136
- USS YMS-137
- USS YMS-138
- USS YMS-139
- USS YMS-140
- USS YMS-141
- USS YMS-142
- USS YMS-143
- USS YMS-144
- USS YMS-145
- USS YMS-146
- USS YMS-147
- USS YMS-148
- USS YMS-149
- USS YMS-150
- USS YMS-151
- USS YMS-152
- USS YMS-153
- USS YMS-154
- USS YMS-155
- USS YMS-156
- USS YMS-157
- USS YMS-158
- USS YMS-159
- USS YMS-160
- USS YMS-161
- USS YMS-162
- USS YMS-163
- USS YMS-164
- USS YMS-165
- USS YMS-166
- USS YMS-167
- USS YMS-168
- USS YMS-169
- USS YMS-170
- USS YMS-171
- USS YMS-172
- USS YMS-173
- USS YMS-174
- USS YMS-175
- USS YMS-176
- USS YMS-177
- USS YMS-178
- USS YMS-179
- USS YMS-180
- USS YMS-181
- USS YMS-182
- USS YMS-183
- USS YMS-184
- USS YMS-185
- USS YMS-186
- USS YMS-187
- USS YMS-188
- USS YMS-189
- USS YMS-190
- USS YMS-191
- USS YMS-192
- USS YMS-193
- USS YMS-194
- USS YMS-195
- USS YMS-196
- USS YMS-197
- USS YMS-198
- USS YMS-199
- USS YMS-200
- USS YMS-201
- USS YMS-202
- USS YMS-203
- USS YMS-204
- USS YMS-205
- USS YMS-206
- USS YMS-207
- USS YMS-208
- USS YMS-209
- USS YMS-210
- USS YMS-211
- USS YMS-212
- USS YMS-213
- USS YMS-214
- USS YMS-215
- USS YMS-216
- USS YMS-217
- USS YMS-218
- USS YMS-219
- USS YMS-220
- USS YMS-221
- USS YMS-222
- USS YMS-223
- USS YMS-224
- USS YMS-225
- USS YMS-226
- USS YMS-227
- USS YMS-228
- USS YMS-229
- USS YMS-230
- USS YMS-231
- USS YMS-232
- USS YMS-233
- USS YMS-234
- USS YMS-235
- USS YMS-236
- USS YMS-237
- USS YMS-238
- USS YMS-239
- USS YMS-240
- USS YMS-241
- USS YMS-242
- USS YMS-243
- USS YMS-244
- USS YMS-245
- USS YMS-246
- USS YMS-247
- USS YMS-248
- USS YMS-249
- USS YMS-250
- USS YMS-251
- USS YMS-252
- USS YMS-253
- USS YMS-254
- USS YMS-255
- USS YMS-256
- USS YMS-257
- USS YMS-258
- USS YMS-259
- USS YMS-260
- USS YMS-261
- USS YMS-262
- USS YMS-263
- USS YMS-264
- USS YMS-265
- USS YMS-266
- USS YMS-267
- USS YMS-268
- USS YMS-269
- USS YMS-270
- USS YMS-271
- USS YMS-272
- USS YMS-273
- USS YMS-274
- USS YMS-275
- USS YMS-276
- USS YMS-277
- USS YMS-278
- USS YMS-279
- USS YMS-280
- USS YMS-281
- USS YMS-282
- USS YMS-283
- USS YMS-284
- USS YMS-285
- USS YMS-286
- USS YMS-287
- USS YMS-288
- USS YMS-289
- USS YMS-290
- USS YMS-291
- USS YMS-292
- USS YMS-293
- USS YMS-294
- USS YMS-295
- USS YMS-296
- USS YMS-297
- USS YMS-298
- USS YMS-299
- USS YMS-300
- USS YMS-301
- USS YMS-302
- USS YMS-303
- USS YMS-304
- USS YMS-305
- USS YMS-306
- USS YMS-307
- USS YMS-308
- USS YMS-309
- USS YMS-310
- USS YMS-311
- USS YMS-312
- USS YMS-313
- USS YMS-314
- USS YMS-315
- USS YMS-316
- USS YMS-317
- USS YMS-318
- USS YMS-319
- USS YMS-320
- USS YMS-321
- USS YMS-322
- USS YMS-323
- USS YMS-324
- USS YMS-325
- USS YMS-326
- USS YMS-327
- USS YMS-328
- USS YMS-329
- USS YMS-330
- USS YMS-331
- USS YMS-332
- USS YMS-333
- USS YMS-334
- USS YMS-335
- USS YMS-336
- USS YMS-337
- USS YMS-338
- USS YMS-339
- USS YMS-340
- USS YMS-341
- USS YMS-342
- USS YMS-343
- USS YMS-344
- USS YMS-345
- USS YMS-346
- USS YMS-347
- USS YMS-348
- USS YMS-349
- USS YMS-350
- USS YMS-351
- USS YMS-352
- USS YMS-353
- USS YMS-354
- USS YMS-355
- USS YMS-356
- USS YMS-357
- USS YMS-358
- USS YMS-359
- USS YMS-360
- USS YMS-361
- USS YMS-362
- USS YMS-363
- USS YMS-364
- USS YMS-365
- USS YMS-366
- USS YMS-367
- USS YMS-368
- USS YMS-369
- USS YMS-370
- USS YMS-371
- USS YMS-372
- USS YMS-373
- USS YMS-374
- USS YMS-375
- USS YMS-376
- USS YMS-377
- USS YMS-378
- USS YMS-379
- USS YMS-380
- USS YMS-381
- USS YMS-382
- USS YMS-383
- USS YMS-384
- USS YMS-385
- USS YMS-386
- USS YMS-387
- USS YMS-388
- USS YMS-389
- USS YMS-390
- USS YMS-391
- USS YMS-392
- USS YMS-393
- USS YMS-394
- USS YMS-395
- USS YMS-396
- USS YMS-397
- USS YMS-398
- USS YMS-399
- USS YMS-400
- USS YMS-401
- USS YMS-402
- USS YMS-403
- USS YMS-404
- USS YMS-405
- USS YMS-406
- USS YMS-407
- USS YMS-408
- USS YMS-409
- USS YMS-410
- USS YMS-411
- USS YMS-412
- USS YMS-413
- USS YMS-414
- USS YMS-415
- USS YMS-416
- USS YMS-417
- USS YMS-418
- USS YMS-419
- USS YMS-420
- USS YMS-421
- USS YMS-422
- USS YMS-423
- USS YMS-424
- USS YMS-425
- USS YMS-426
- USS YMS-427
- USS YMS-428
- USS YMS-429
- USS YMS-430
- USS YMS-431
- USS YMS-432
- USS YMS-433
- USS YMS-434
- USS YMS-435
- USS YMS-436
- USS YMS-437
- USS YMS-438
- USS YMS-439
- USS YMS-440
- USS YMS-441
- USS YMS-442
- USS YMS-443
- USS YMS-444
- USS YMS-445
- USS YMS-446
- USS YMS-447
- USS YMS-448
- USS YMS-449
- USS YMS-450
- USS YMS-451
- USS YMS-452
- USS YMS-453
- USS YMS-454
- USS YMS-455
- USS YMS-456
- USS YMS-457
- USS YMS-458
- USS YMS-459
- USS YMS-460
- USS YMS-461
- USS YMS-462
- USS YMS-463
- USS YMS-464
- USS YMS-465
- USS YMS-466
- USS YMS-467
- USS YMS-468
- USS YMS-469
- USS YMS-470
- USS YMS-471
- USS YMS-472
- USS YMS-473
- USS YMS-474
- USS YMS-475
- USS YMS-476
- USS YMS-477
- USS YMS-478
- USS YMS-479
- USS YMS-480
- USS YMS-481
- USS YMS-482
- USS YMS-483
- USS YMS-484
- USS YMS-485
- USS YMS-486
- USS YMS-487
- USS YMS-488
- USS YMS-489
- USS YMS-490
- USS YMS-491
- USS YMS-492
- USS YMS-493
- USS YMS-494
- USS YMS-495
- USS YMS-496
- USS YMS-497
- USS YMS-498
- USS YMS-499
- USS YMS-500

## Littoral Combat Ships (LCS)
Les LCS peuvent emporter des véhicules sans pilote pour des opérations de déminage.
- USS Freedom (LCS-1)
- USS Independence (LCS-2)
- USS Fort Worth (LCS-3)
- USS Coronado (LCS-4)
- USS Milwaukee (LCS-5)
- USS Jackson (LCS-6)
- USS Detroit (LCS-7)
- USS Montgomery (LCS-8)
- USS Little Rock (LCS-9)
- USS Gabrielle Giffords (LCS-10)
- USS Sioux City (LCS-11)
- USS Omaha (LCS-12)
- USS Wichita (LCS-13)
- USS Manchester (LCS-14)